# Герб Кривотина
Герб Криво́тина — офіційний символ села Кривотин Ємільчинського району Житомирської області, затверджений 22 лютого 2013 р. рішенням № 174 XXII сесії Кривотинської сільської ради VI скликання.

## Опис
Щит розтятий і перетятий срібним нитяним хрестом. На першому червоному полі срібний латинський хрест. На другому лазуровому полі золоте сонце. На третьому зеленому полі золотий сніп. На четвертому червоному полі срібний православний хрест. Щит обрамований золотим декоративним картушем і увінчаний золотою сільською короною.

## Значення символів
Хрест символізує дорогу, що поєднує всі населені пункти. Латинський хрест символізує спорудження у 1920 р. римо-католицького костьолу Святого Петра та Павла в селі Кривотин. Золоте сонце — символ чистоти, краси, ніжності, духовної величі. Сніп із колосків жита уособлює єднання жителів чотирьох населених пунктів сільської ради. Червоний колір уособлює хоробрість і мужність. Лазур символізує чистоту, красу, місцеві водойми. Зелений колір — символ лісового багатства, надії.
Автор — Надія Іванівна Красновська.